# Desis kenyonae
Desis kenyonae là một loài nhện trong họ Desidae.
Loài này thuộc chi Desis. Desis kenyonae được miêu tả năm 1902 bởi Reginald Innes Pocock.